# Pararaton

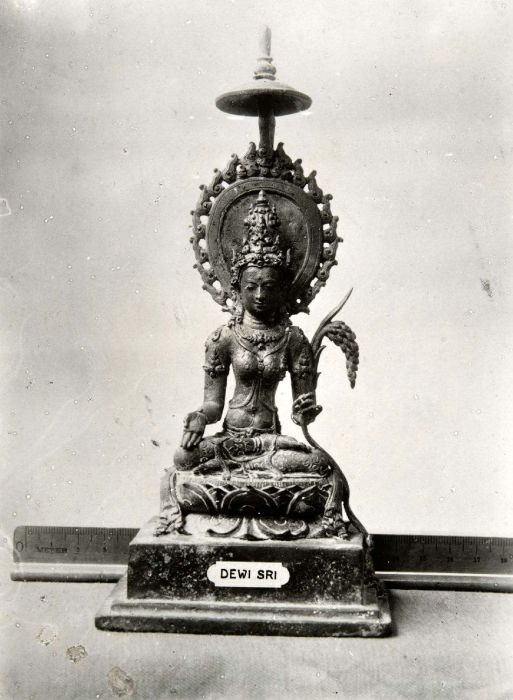
Figura representando a la ídola Dewi Sri.

El Pararaton, también conocido como el Libro de los Reyes, es una crónica  javanesa en lengua kawi. El texto es bastante corto, de 32 páginas de folio (1126 líneas) y contiene la historia de los reyes de Singhasari y Majapahit en el este de  Java.
Pararaton comienza con una encarnación formal del fundador del reino de Singhasari (1222-1292), Ken Arok (o Ken Angrok). Casi la mitad del manuscrito es la historia de la carrera de Ken Arok antes de su acceso al trono en el año 1222. Esta parte es claramente mítica en su carácter. Más adelante siguen una serie de fragmentos narrativos más cortos en orden cronológico. Muchos de los eventos registrados aquí están fechados. Hacia el final, las piezas de la historia se vuelven cada vez más cortas y se mezclan con información genealógica sobre los miembros de la familia real de Majapahit.
La edición del texto publicado por J.L.A. Brandes proporciona un título alternativo: Serat Pararaton atawa Katuturanira Ken Angrok —El Libro de los Reyes, o el Registro de Ken Angrok—, pero los manuscritos originales solo dan el título básico: «Pararaton»". El colofón más antiguo en los manuscritos contiene la fecha 1522 Saka (1600 d. C.), la parte final del texto debe haber sido escrita entre 1481 y 1600 d. C.

## Preludio
Pararaton comienza con un breve preludio de cómo se encarnó Ken Arok en el que se convirtió en rey. Se ofreció como un sacrificio humano a Yamadipati, el «Dios de la Puerta» de Java, para salvarse de la muerte. Como recompensa, se le prometió que a su muerte regresaría al cielo de Vishnu y renacería como un rey superior de Singhasari.
La promesa se cumplió. Ken Arok fue engendrado por Brahma de una campesina recién casada. En su nacimiento su madre lo colocó en un cementerio donde su cuerpo, refulgente de luz, atrajo la atención de Ki Lembong, un ladrón que pasaba. Ki Lembong lo adoptó, lo crio y le enseñó todas sus artes. Ken Arok se entregó al juego, al saqueo y a la rapiña. En el manuscrito, está escrito de tal manera que Ken Arok fue salvado muchas veces por intervención divina.  Hay una escena en Mount Kryar Lejar donde los dioses descienden en conferencia y Batara Guru, Shiva, declara a Ken Arok como su hijo. Ken Arok también está destinado a brindar estabilidad y potencia a Java.
El preludio de Pararaton es seguido por la reunión de Ken Arok con Lohgawe, un brahmaniano que vino de la India para asegurarse de que se cumplieran las instrucciones de Batara Guru. Fue Lohgawe quien le pidió a Ken Arok que se reuniera con Tunggul Ametung, gobernante de Tumapel. Ken Arok después  mató a Tunggul Ametung para tomar posesión de la esposa de Ametung, Ken Dedes, y también del trono de Singashari.

## Análisis del manuscrito
Algunas partes de Pararaton no pueden ser tomadas como hechos históricos. Especialmente en el preludio, realidad y ficción, la fantasía y la realidad van de la mano. Estudiosos como C.C. Berg argumentaron que textos como estos son completamente sobrenaturales y ahistóricos, y que intentan no registrar el pasado, sino determinar eventos futuros. Sin embargo, la mayoría de los estudiosos aceptan cierta historicidad en el Pararaton, señalando numerosas correspondencias con otras inscripciones y fuentes chinas, y aceptan el marco de referencia del manuscrito dentro del cual es concebible una interpretación válida.
El manuscrito fue escrito bajo la naturaleza de la realeza  javanesa. Para el javanés, la función del gobernante es vincular el presente con el pasado y el futuro y dar a la vida humana su lugar apropiado en el orden cósmico . El rey, en el reino de Java, es la encarnación sagrada del estado total, así como su palacio es una copia microcósmica del macrocosmos. El rey, y fundador de una dinastía, posee una divinidad innata en un grado mucho más alto que los hombres ordinarios.
Ras comparó el Pararaton con la inscripción Sanskrit Canggal (732 CE), la inscripción Śivagŗha (Siwagrha) (856 CE), la «Piedra de Calcuta» (1041 CE) y la Babad Tanah Jawi (1836 CE). Estos muestran claras similitudes en el carácter, estructura y función y también similitud con los textos de la historiografía  malaya.
Describe una violenta erupción volcánica en el año 416 d. C. en el área del Estrecho de la Sonda, aunque la erupción conocida más cercana a esta fecha fue la de Krakatoa en 536 d. C.